# Ileana Sonnabend
Ileana Sonnabend, născută Schapira (n. 29 octombrie 1914, București, România - d. 21 octombrie 2007, New York City), de origine româno-americană, a fost un dealer de artă a secolului 20. Galeria de artă Sonnabend a fost deschisă la Paris, în 1962 și a contribuit la promovarea artei americane a anilor 1960 în Europa, cu un accent deosebit asupra stilului american Pop Art. În 1970, Galeria Sonnabend s-a deschis în New York, pe strada Madison Avenue și în 1971 s-a mutat la numărul 420, West Broadway, cartierul SoHo, unde a fost una dintre principalii protagoniști care a ajutat la transformarea cartierul SoHo într-un centru international de arta și care a rămas prezent până la începutul anilor 1990. Galeria a avut un rol esențial în a face cunoscută arta europeană a anilor 1970 în America, cu un accent pe arta conceptuală europeană și Arte Povera. De asemenea, prezenta și arta conceptuală și minimalistă din 1970. În 1986, evenimentul artistic „Neo-Geo” l-a introdus, printre alte personalități, pe artistul Jeff Koons. La sfârșitul anilor 1990, galeria s-a mutat la Chelsea și a continuat să fie activă și după moartea lui Sonnabend. Galeria a continuat să prezinte activitatea artiștilor care s-au evidențiat în anii 1960 și 1970, cum ar fi Robert Morris, Bernd și Hilla Becher și Gilbert & George, precum și artiști mai recenți ca Jeff Koons, Rona Pondick, Candida Höfer, Elger Esser și Clifford Ross. 

## Viața și activitatea
Sonnabend, Ileana Schapira, s-a născut în București, având un tată de origine româno-evreu, Mihail Schapira și o mamă de origine austriacă, Marianne Strate-Felber. Ileana Sonnabend a obținut diploma în psihologie la Universitatea Columbia.
Tatăl ei, Mihail Schapira, a fost un om de afaceri de succes și consilier financiar al Regelui Carol al II-lea al României. Sonnabend a fost, pentru mulți ani, căsătorită cu Leo Castelli, pe care l-a întâlnit la București, în 1932, căsătorinduse la scurt timp după. Cei doi au avut o fiica, Nina Sundell. Ea și soțul ei au părăsit Europa în anii 1940 și s-au stabilit în New York City. În timpul anilor 1940, mama ei, Marianne Schapira, a divorțat de tatăl ei și s-a recăsătorit cu pictorul de origine americană John D. Graham (care a fost un mentor pentru artiști precum Jackson Pollock, Willem de Kooning, și Arshile Gorky). Graham a devenit, de asemenea, un mentor pentru Ileana și Leo, introducându-i în viața artistică a prietenilor lui din New York. În 1950 cei doi au realizat un eveniment dedicat tinerilor artiști americani și europeni, printre care au fost prezenți și Jean Dubuffet și Mark Rothko. După divorțul de Castelli (cu care a rămas prietenă pe viață), în 1959 s-a recăsătorit cu polonezul Michael Sonnabend, un discipol al lui Michelangelo, pe care l-a cunoscut în timpul anilor 1940.
Doi ani mai târziu, au deschis Galerie Ileana Sonnabend pe Quai des Grands Augustins în Paris, unde a introdus arta lui Andy Warhol, Roy Lichtenstein și alții și a ajutat la crearea și dezvoltarea unei piețe europene a artei acestora. În 1965 au cumpărat un apartament pe strada Ca' del Dose în Veneția. În 1968, cuplul a închis galeria din Paris și s-au mutat înapoi la New York. La un moment dat cuplul a considerat ca pot conduce ambele galerii, astfel că Michael Sonnabend ar supraveghea galeria din New York în timp ce Ileana ar supraveghea unitatea din Paris, dar în curând Michael Sonnabend a constatat că activitatea de dealer de artă nu i se potrivea.
În 1971 a deschis Galeria Sonnabend, într-o clădire la numărul 420, strada W. Broadway, în cartierul Soho. Clădirea industrială, restaurată într-un stil chic, a devenit imediat un centrul emergent al artei, în cartierul SoHo. L-a inaugurarea galerie, Gilbert & George s-au numărat printre participanți. A expus lucrări ale artiștilor americani precum Jeff Koons și Vito Acconci și a introdus artiști europeni publicului american precum Christo, Georg Baselitz și Jannis Kounellis . În 1972, când artistul Vito Acconci a anunțat că prezentarea lucrării Seedbed va include prezența lui pentru manifestarea onanismului in public, timp de două săptămâni, Sonnabend a răspuns simplu: "Fă ce trebuie să faci."
În anul 2000, după ce a închis încă o galerie, Sonnabend și fiul ei adoptiv, Antonio Homem, a mutat galeria din SoHo la West 22nd Street, în cartierul Chelsea.

## Colecția
După moartea lui Sonnabend, în octombrie 2007, la vârsta de 92 de ani, impozitul pe bunuri a raportat o valoare totală de la $876 milioane de euro, ducând la o factură fiscală de $471m. Moștenitorii ei, ulterior, au vândut o parte din colecția ei postbelică pentru valoarea de 600 milioane dolari—potrivit surselor fiind cea mai mare vânzare privată din istorie. Deși familia a fost în discuții cu diferite case de licitație, au ales să-și vândă piesele de colecție în privat datorită incertitudinii pieței financiare, în timpul crizei din 2008. Susținuți de către membrii familiei Al Thani, art-dealerii colectivi ai GPS Partners au achiziționat, în numele clienților privați, $400m de picturi și sculpturi datând în principal din 1960. Această primă vânzare se presupune a fi avut printre opere și sculptura din 1986, Rabbit, a lui Jeff Koons, care a fost evaluată la prețul de 80 de milioane de dolari, precum; pictura Eddie Pomelnic, (1962) în stil desene animat, a lui Roy Lichtenstein; opera abstractă Blue Room (1957) a lui Cy Twombly și lucrarea Silver Disaster (1963) a lui Andy Warhol, operă reprezentând un scaun electric pictat. Cea de-a doua tranzacție, o selecție de picturi realizate de Warhol, a fost vândută Galeriei Gagosian, pentru suma de $200m. Printre operele vândute de către moștenitorii, operele lui Warhols includ Four Marilyns (1962); două tablouri cu Elizabeth Taylor; și trei tablouri mici din colecția „Death and Disaster” a artistului.
În 2011, 59 de picturi, sculpturi și fotografii a 46 de artiști, selecționate din colecția personală a lui Sonnabend, au fost prezentate în expoziția „Ileana Sonnabend: An Italian Portrait" la Peggy Guggenheim Collection.
În 2014, Muzeul de Artă Modernă din New York a adus un omagiu moștenirii lui Sonnabend printr-o expoziție intitulată, Ileana Sonnabend: Ambassador for the New (21 decembrie 2013 - 21 aprilie 2014). Expoziția a inclus lucrări a aproximativ 40 de artiști, printre care Robert Rauschenberg, Jasper Johns, și Andy Warhol.